# Radvančice
Radvančice (německy Radwantschitz) jsou malá vesnice, část obce Zbraslavice v okrese Kutná Hora. Nachází se dva kilometry jihovýchodně od Zbraslavic. Radvančice leží v katastrálním území Útěšenovice o výměře 4,74 km².

## Historie
První písemná zmínka o vesnici pochází z roku 1377.

## Další fotografie

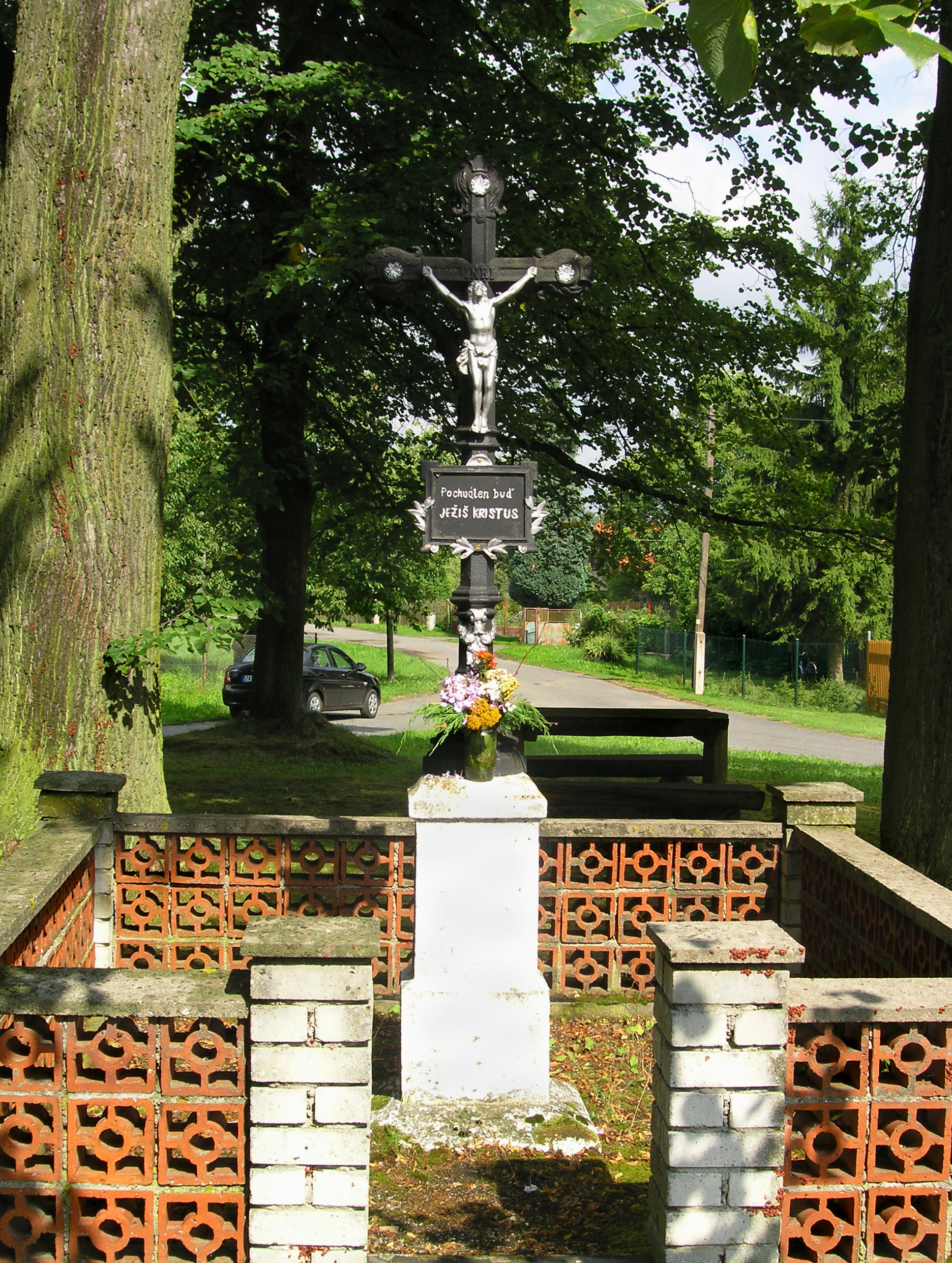
Křížek na návsi
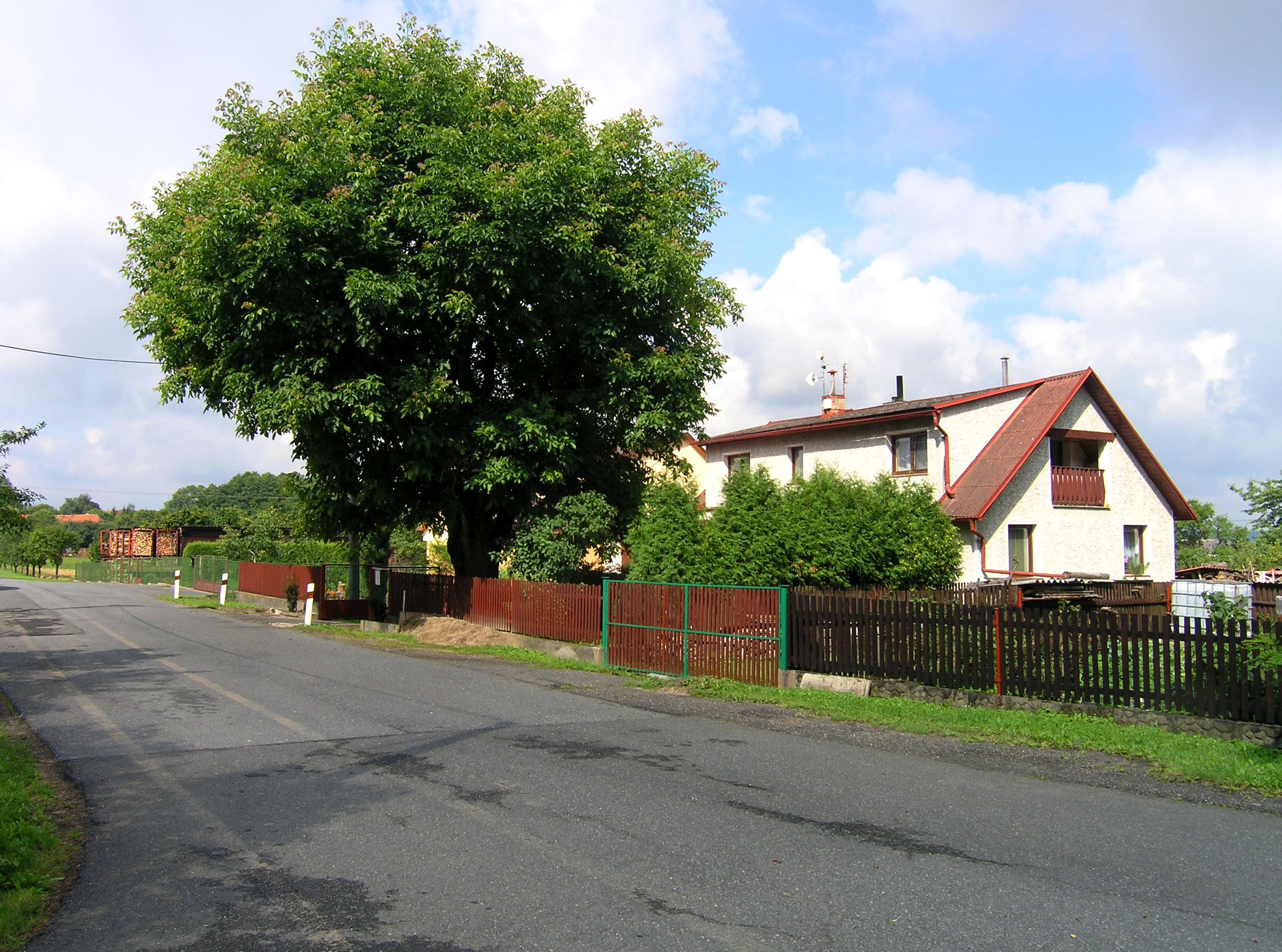
Východní část vesnice
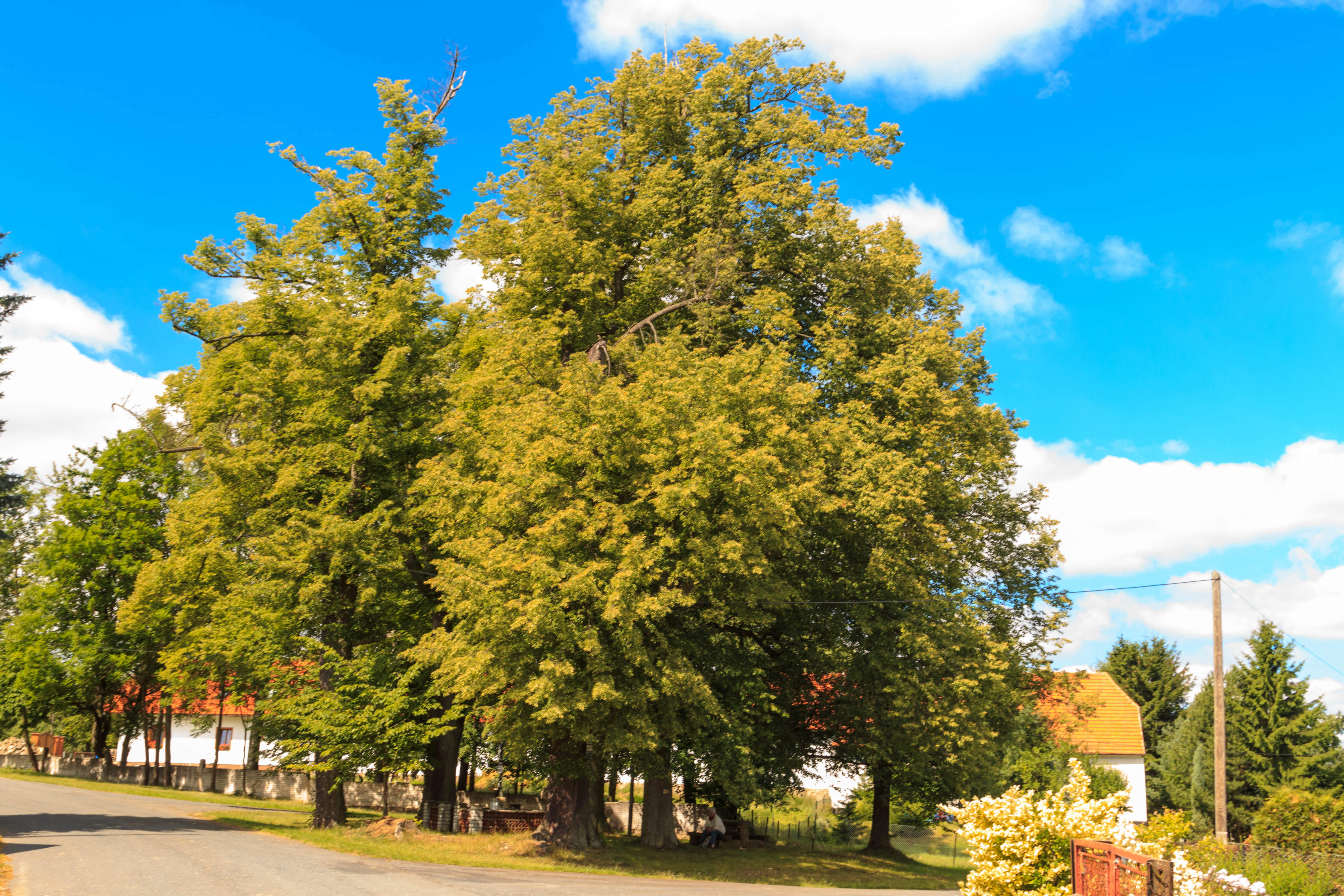
Radvančické památné lípy u křížku
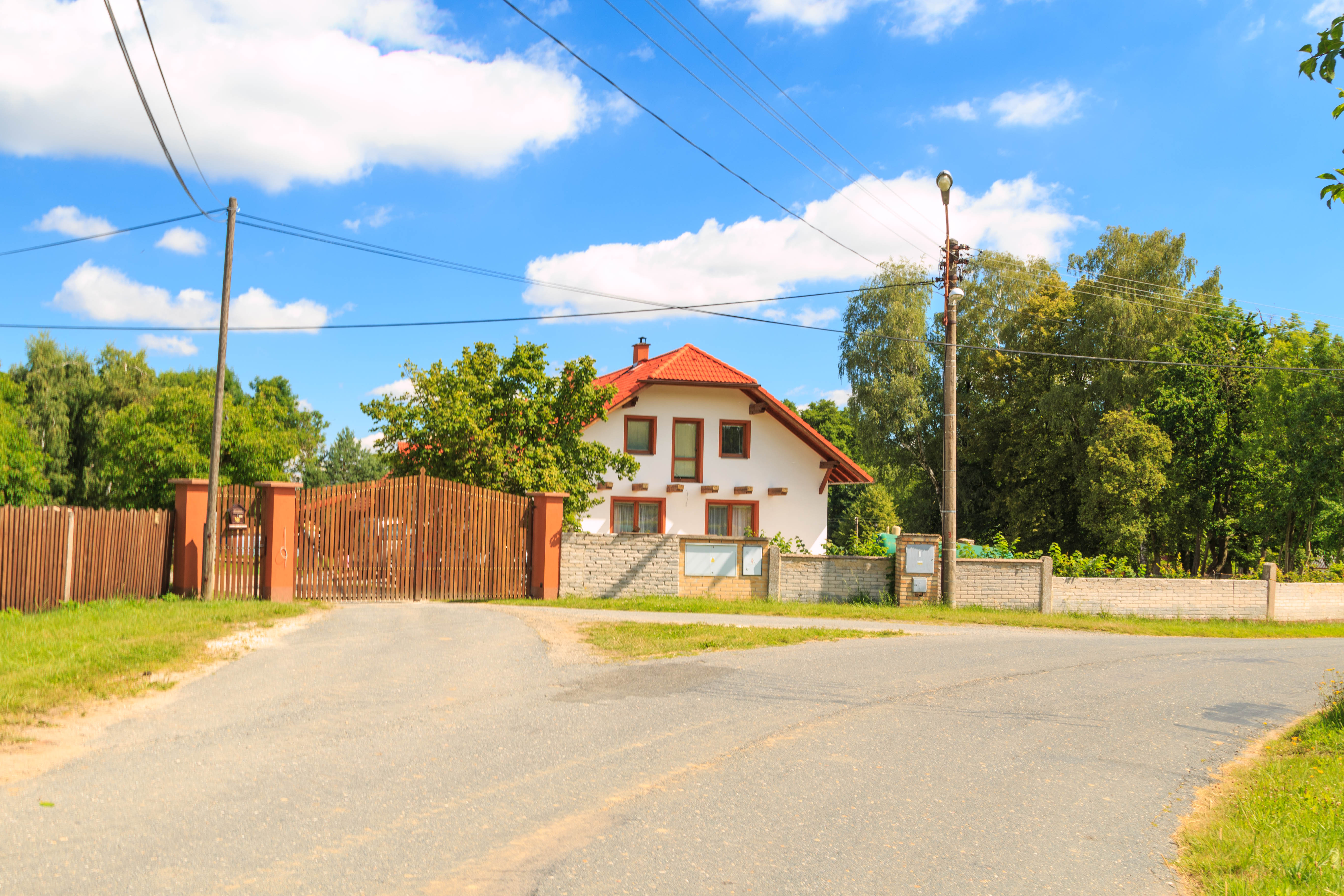
Radvančice čp. 1